# Balthazar (band)

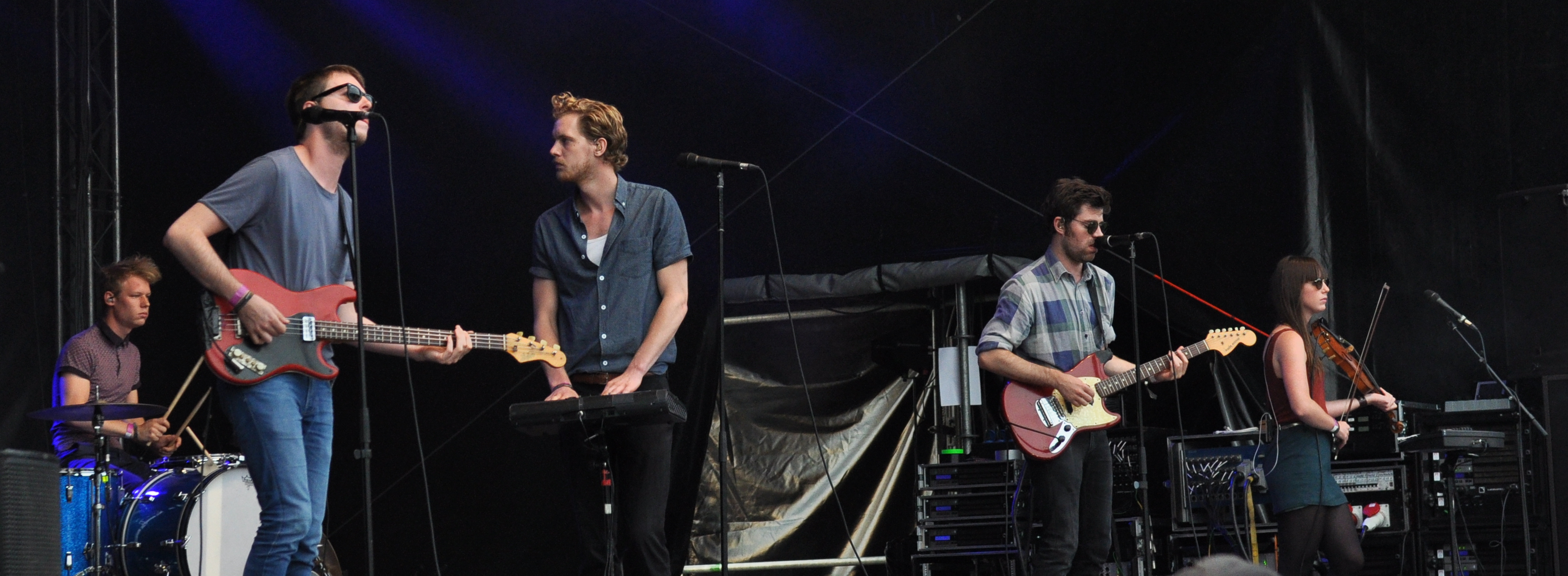
Balthazar bij Rocken am Brocken, 2014

Balthazar is een Belgische indierockgroep. De band bestaat uit Maarten Devoldere, Jinte Deprez, Simon Casier, Michiel Balcaen en Tijs Delbeke. De bandleden komen uit de omgeving van Kortrijk en Gent. Devoldere, Deprez en Casier hebben daarnaast elk hun eigen soloproject, respectievelijk Warhaus, J. Bernardt en Zimmerman. 

## Geschiedenis

### 2004-2009
De opbouw van de groep startte in de tweede helft van 2004. In het voorjaar van 2005 wonnen Maarten Devoldere, Patricia Vanneste en Jinte Deprez als achttienjarigen de nationale Kunstbende wedstrijd voor jongeren met Lost and Found. Op 3 december dat jaar wonnen ze ook Westtalent, de rockwedstrijd van de provincie West-Vlaanderen.
In 2006 nam de vraag naar optredens toe en Balthazar won de Humo's Rock Rally KBC Publieksprijs. In augustus verscheen hun eerste titelloze debuut ep in eigen beheer. Begin 2007, na een zestigtal optredens, werden de bassist Joachim Quartier en drummer Koen Verfaillie vervangen door Simon Casier en Christophe Claeys en startte Balthazar met een gloednieuwe set. In juli trad Balthazar op tijdens het vierdaagse Dour Festival, daarop volgde de uitgave van hun eerste single This Is a Flirt.
In februari 2008 bracht Balthazar hun tweede single uit: Bathroom Lovin': Situations. Ook deze keer belandde het nummer in de lijstjes van Humo, hotlist en De Afrekening. Ze speelden die zomer onder andere op Folk Dranouter en Marktrock. De band probeerde het vervolgens ook in het buitenland: ze traden op in Duitsland, Zwitserland, Nederland en Frankrijk. In de zomer van 2009 zakte Balthazar af naar Zuid-Afrika voor een clubtournee om vervolgens bij terugkeer te werken aan hun eerste album. Eind december 2009 werd alvast de eerste single Fifteen Floors uitgegeven.

### Applause (2010)
Net voordat hun debuutalbum uitkwam, speelde Balthazar nog op het Canadian Music Week-festival in Toronto. Op 22 maart 2010 kwam het debuutalbum Applause uit in België en Nederland. Het album werd door de toen 22-jarige Maarten Devoldere en Jinte Deprez zelf geproduceerd en afgemixt in Noorwegen door Ynge Leidulv Saetre. Applause kon op veel bijval rekenen van zowel pers als publiek. Zo eindigde het bovenaan vele eindlijstjes als beste Belgische album van 2010 (Focus Knack, De Morgen, OOR magazine, etc.) en kreeg Balthazar op 7 januari 2011 een Music Industry Award voor "Beste Album 2010" op de MIA's van 2010. Niet alleen de singles "Fifteen floors", "Hunger at the door", "I'll stay here" en "The Boatman" droegen hiertoe bij, maar vooral het eigen geluid dat de jonge groep met hun eigen productie voortbracht en hun live présence.
In april 2010 trad de band op tijdens London Calling in de Amsterdamse Paradiso, nadat diverse bands hadden afgezegd in verband met de wolk van vulkaanas boven Europa, Dit betekende meteen een grote stap voorwaarts in Nederland. Verder werden in de zomer van 2010 diverse festivals aangedaan, o.a. Rock Werchter, Pukkelpop, Dour Festival en Lowlands. In het najaar waren diverse clubs in België en Nederland waar Balthazar optrad (De Vooruit, Het Depot, Tivoli, etc.) uitverkocht.
In het voorjaar van 2011 beklonk Balthazar het succes van de eerste plaat in België en Nederland met shows in de grote zalen van de Ancienne Belgique en Paradiso. Balthazars optreden op Eurosonic 2011 ging niet onopgemerkt voorbij en schakelde hun Europese verhaal in een hogere versnelling. De band ging meer en meer overal in Europa spelen, onder andere als voorprogramma van The Joy Formidable en dEUS. Balthazar ging ook voor de eerste keer overzee in New York spelen. Er werd een Europees contract gesloten met Pias Recordings, waardoor het debuutalbum op 10 oktober 2011 alsnog werd uitgebracht in Frankrijk, Duitsland, Zwitserland, Oostenrijk en Scandinavië. Ook zette het prestigieuze International Talent Booking (ITB) uit Londen zijn schouders onder Balthazars liveverhaal. Zo speelde de groep in het najaar een volledige Europese tournee, deels als voorprogramma van dEUS in Frankrijk en het Verenigd Koninkrijk, en deels op eigen houtje in Duitsland, Zwitserland, Italië, Zweden, Noorwegen en Denemarken.

### Rats (2012)
Het tweede album, Rats, verscheen op 15 oktober 2012 in heel Europa, met uitzondering van het Verenigd Koninkrijk. Het was opnieuw geproduceerd door Jinte Deprez en Maarten Devoldere. Voor het afmixen ervan klopten ze aan bij Noah Georgeson (Devendra Banhart, The Strokes) in Los Angeles. Bij de Music Industry Awards 2012 won Balthazar opnieuw de prijs voor beste album met Rats. Het artwork van de plaat, verzorgd door de jonge kunstfotograaf Titus Simoens, werd ook genomineerd. De erkenning voor het album ging verder dan België en Nederland: ook in Frankrijk zette de prestigieuze krant Libération het nieuwe album bij het beste wat er in 2012 verschenen was.
Balthazar ging met deze tweede onder de arm uitgebreid toeren in Europa, met overal uitverkochte zalen, waaronder La Cigale in Parijs. Hiermee bevestigde Balthazar hun belofte-status en luidde het hun internationale doorbraak in. Op 25 februari 2013 kwam Rats uit in het Verenigd Koninkrijk.
Na intensief toeren in 2013 - in het najaar als voorprogramma van Editors - kreeg de band in februari 2014 de MIA voor beste live-act. Maar meteen daarop stapte drummer Christophe Claeys uit de band. Hij speelde zijn laatste concert met Balthazar in een uitverkochte Ancienne Belgique. Michiel Balcaen, drummer van het Gentse Faces on TV, wordt Claeys' opvolger. Ondertussen releasete de band in januari 2014 ook de single 'Leipzig' met daar een Europese headline-tour aan gekoppeld.
Het laatste "Rats" optreden in België werd gegeven op het hoofdpodium van Pukkelpop.

### Thin Walls (2015)
Op 26 januari 2015 kwam de nieuwe single "Then What" uit, een voorloper van het album "Thin Walls" dat op 30 maart dat jaar uitkomt. "Thin Walls" is het eerste album waar Balthazar samenwerkt met een producer, Ben Hillier, gekend van zijn werk met Blur en Depeche Mode. Balthazar is opnieuw genomineerd voor de MIA's beste album van 2015 en vestigt, door de award te winnen, een record. Hun drie albums werden opeenvolgend telkens bekroond met een Music Industry Award voor beste album, een hattrick. Ze zijn ook de winnaars van de avond door 3 awards in totaal in de wacht te slepen. 
Het live-verhaal is een opeenvolging van intense tours doorheen Europa, Verenigd Koninkrijk, maar ook de Verenigde Staten, waar het album ook werd uitgebracht. Balthazar treedt op in legendarische zalen als Vorst Nationaal in Brussel en L'Olympia in Parijs.
Na "Then What" volgen "Bunker" en "Nightclub" nog als singles. Op Record Store Day 2016 wordt er een live-EP uitgebracht op vinyl, waar "Wait Any Longer" de single van is.
Met "Thin Walls" speelde Balthazar bijna op alle Europese festivals: van Rock en Seine tot Glastonbury, van Pinkpop en Rock Werchter.
Na de zomer 2016 beslist de band om voor het eerst in hun carrière een pauze in te lassen, na een non-stop toeren van 6 jaar. In dat jaar komen echter 3 solo projecten naar boven: Warhaus (Maarten Devoldere), J. Bernardt (Jinte Deprez) en Zimmerman (Simon Casier) brengen elk hun plaat uit, vooraleer de hoofden weer bij elkaar te steken voor het volgende Balthazar album.
In april 2018 kondigde violiste Patricia Vanneste aan de band te verlaten. In november van dat jaar werd Tijs Delbeke toegevoegd als nieuw bandlid.

### Fever (2019)
In oktober 2018 kwam de single "Fever" uit, een maand later gevolgd door "Entertainment". Beiden zijn later te beluisteren op het nieuwe album "Fever" dat uitgebracht wordt op 25 januari 2019.

### Sand (2021- heden)
Op 26 februari 2021 kwam hun vijfde album "Sand" uit, waarvan een aantal singles al eerder uitgebracht werden: "Halfway" (5 februari 2020), "Losers" (29 oktober 2020), "You Won't Come Around" (26 november 2020) en "On a Roll" (21 januari 2021).
In de zomer van 2023 kondigde de band een pauze aan. Ze traden dat jaar nog op op Live is Live in Antwerpen en de Lokerse Feesten. Op Pukkelpop 2023 vielen ze op zondag last minute in voor Florence + the Machine. Dit werd hun voorlopig laatste concert, de leden willen zich op hun soloprojecten richten.

## Discografie

### Albums
| Album met hitnotering(en) in de Vlaamse Ultratop 200 albums | Datum van verschijnen | Datum van binnenkomst | Hoogste positie | Aantal weken | Opmerkingen |
| ----------------------------------------------------------- | --------------------- | --------------------- | --------------- | ------------ | ----------- |
| Applause                                                    | 19-03-2010            | 03-04-2010            | 13              | 78           |             |
| Rats                                                        | 12-10-2012            | 20-10-2012            | 1               | 71           | Goud        |
| Thin Walls                                                  | 27-03-2015            | 04-04-2015            | 2               | 136          | Goud        |
| Fever                                                       | 25-01-2019            | 02-02-2019            | 1(2wk)          | 147          | Goud        |
| Sand                                                        | 26-02-2021            | 05-03-2021            | 1(3wk)          | 87           |             |
| Sand Castle Tapes                                           | 24-09-2021            | 02-10-2021            | 26              | 3            |             |

| Album met eventuele hitnotering(en) in de Nederlandse Album Top 100 | Datum van verschijnen | Datum van binnenkomst | Hoogste positie | Aantal weken | Opmerkingen |
| ------------------------------------------------------------------- | --------------------- | --------------------- | --------------- | ------------ | ----------- |
| Applause                                                            | 19-03-2010            | 11-09-2010            | 69              | 1            |             |
| Rats                                                                | 12-02-2012            | 20-10-2012            | 41              | 4            |             |
| Thin Walls                                                          | 27-03-2015            | 04-04-2015            | 19              | 7            |             |
| Fever                                                               | 25-01-2019            | 02-02-2019            | 11              | 8            |             |
| Sand                                                                | 26-02-2021            | 06-03-2021            | 6               | 5            |             |

### Singles
| Single met hitnotering(en) in de Vlaamse Ultratop 50 | Datum van verschijnen | Datum van binnenkomst | Hoogste positie | Aantal weken | Opmerkingen       |
| ---------------------------------------------------- | --------------------- | --------------------- | --------------- | ------------ | ----------------- |
| This Is a Flirt                                      | 2007                  | 08-09-2007            | tip4            | -            |                   |
| Bathroom Lovin': Situations                          | 2008                  | 19-04-2008            | tip15           | -            |                   |
| Fifteen Floors                                       | 2009                  | 26-12-2009            | tip19           | -            | ook op Applause   |
| I'll Stay Here                                       | 2010                  | 21-08-2010            | tip34           | -            | ook op Applause   |
| The Boatman                                          | 2011                  | 26-02-2011            | tip12           | -            | ook op Applause   |
| The Oldest of Sisters                                | 2012                  | 22-09-2012            | tip8            | -            | ook op Rats       |
| Do Not Claim Them Anymore                            | 2012                  | 29-12-2012            | tip5            | -            | ook op Rats       |
| Sinking Ship                                         | 2013                  | 22-06-2013            | tip11           | -            | ook op Rats       |
| Leipzig                                              | 2014                  | 18-01-2014            | tip10           | -            |                   |
| Then What                                            | 2015                  | 31-01-2015            | tip2            | -            | ook op Thin Walls |
| Bunker                                               | 2015                  | 16-05-2015            | tip8            | -            | ook op Thin Walls |
| Nightclub                                            | 2015                  | 03-10-2015            | tip7            | -            | ook op Thin Walls |
| Wait Any Longer                                      | 2016                  | 09-04-2016            | tip2            | -            | ook op Thin Walls |
| Fever                                                | 2018                  | 17-11-2018            | 47              | 1            | ook op Fever      |
| Entertainment                                        | 2018                  | 17-11-2018            | tip             | -            |                   |
| I'm Never Gonna Let You Down Again                   | 2019                  | 19-01-2019            | tip4            | -            | ook op Fever      |
| Wrong Vibration                                      | 2019                  | 26-01-2019            | tip8            | -            | ook op Fever      |
| Changes                                              | 2019                  | 29-06-2019            | tip9            | -            | ook op Fever      |
| Halfway                                              | 2020                  | 15-02-2020            | tip6            | -            |                   |
| Losers                                               | 2020                  | 07-11-2020            | tip1            | -            |                   |
| On a Roll                                            | 2021                  | 30-01-2021            | tip34           | -            |                   |
| You Won't Come Around                                | 2021                  | 06-03-2021            | tip             | -            |                   |
| Hourglass                                            | 2021                  | 03-04-2021            | tip5            | -            |                   |
| Losers (Purple Disco Machine remix)                  | 2021                  | 03-04-2021            | tip9            | -            |                   |

Singles This is a flirt en Bathroom lovin': Situations zijn tot op heden niet fysiek op single verschenen, enkel op iTunes. Ze zijn wel terug te vinden op verzamel-cd's, respectievelijk De Afrekening 43 en De Afrekening 44. "Leipzig" is wel verschenen op 7-inch vinyl, met als B-kant een akoestische versie live gespeeld bij Studio Brussel.

### Andere uitgaven
- Balthazar (2006), ep